# Bosconero
Bosconero é uma comuna italiana da região do Piemonte, província de Turim, com cerca de 2.924 habitantes. Estende-se por uma área de 11 km², tendo uma densidade populacional de 266 hab/km². Faz fronteira com Rivarolo Canavese, San Giusto Canavese, Feletto, Foglizzo, San Benigno Canavese, Lombardore.

## Demografia
| Variação demográfica do município entre 1861 e 2011                               |
|                                                                                   |
| Fonte: Istituto Nazionale di Statistica (ISTAT) - Elaboração gráfica da Wikipedia |